# Benz-Pass
Der Benz-Pass (in Argentinien Paso Farrel) ist ein Gebirgspass auf der Trinity-Halbinsel im Norden des Grahamlands auf der Antarktischen Halbinsel. Er verläuft zwischen den südlichen Kliffs des Louis-Philippe-Plateaus und einem bislang unbenannten Nunatak 3 km nordöstlich des Kopfendes des Russell-East-Gletschers.
Der Falkland Islands Dependencies Survey nahm zwischen 1960 und 1961 Vermessungen vor, die der Kartierung dienten. Das UK Antarctic Place-Names Committee benannte ihn nach dem deutschen Automobilpionier Carl Benz (1844–1929), Konstrukteur des ersten praxistauglichen Automobils. Namensgeber der argentinischen Benennung ist Juan Farrel, ein Kapitän der argentinischen Marine.